# Coleophora acrisella
Coleophora acrisella is een vlinder uit de familie kokermotten (Coleophoridae). De wetenschappelijke naam is voor het eerst geldig gepubliceerd in 1872 door Millière.
De soort komt voor in Europa.